# Oliver Sound
Oliver Sound är ett sund i Kanada.   Det ligger i territoriet Nunavut, i den nordöstra delen av landet, 3 000 km norr om huvudstaden Ottawa.
Trakten runt Oliver Sound består i huvudsak av gräsmarker.